# トヨタ・コロナ
コロナ（CORONA）は、トヨタ自動車が1957年から2001年まで製造・販売していた、セダンを中核とするCDセグメント相当の乗用車である。トヨタ車として初めて日本国外でも生産された車種である。

## 概要
カローラ、マークII（→マークX）、クラウンとともにトヨタの伝統的なセダンであり、販売の中核的な位置づけを成す車種であった。高度経済成長期には、日本のマイカーを代表する車種として広く親しまれた車種でもあり、地方都市をはじめとして小型タクシーとしても多く用いられた。市場ではダットサン/日産・ブルーバードと競合し、「BC戦争」と呼ばれる熾烈な販売合戦が繰り広げられた。
1957年（昭和32年）7月の初代以来11代の系譜をたどったが、初代から5代目までは「トヨペット」ブランド、それ以降は「トヨタ」ブランドで販売され、1996年（平成8年）発売の最終型は「コロナプレミオ」名義になり、2001年（平成13年）からは「プレミオ」として系統を継承していた。
日本車の中で一番最初に二桁世代に突入した車両でもある。
なお、本稿ではコロナプレミオ以外の以下のモデルについても便宜上記述する。
- 以下、商用モデル系。
  - コロナライン (CORONA LINE)
  - コロナバン
  - コロナピックアップ
- 以下、2ドアハードトップ/クーペ系。
  - コロナハードトップ
- 以下、5ドアセダン（ハッチバック）系。
  - コロナ5ドアセダン
  - コロナリフトバック
  - コロナSF

## 初代 T10型（1957年 - 1960年）
1950年代半ば以降、日本の乗用車市場ではトヨタ自動車が1500cc車のクラウンで中型タクシー市場を、日産自動車が860-1000cc車のダットサン・110/210で小型タクシー市場をそれぞれ押さえるという構図ができ上がっていたが、日本の二大メーカーである両社は、それぞれ相手の領域に食い込もうと新型車開発を続けていた。
コロナはこうした状況で誕生したトヨタの対ダットサン対抗馬である。しかし、本格的な商品として企画されていた車種は 2代目のT20系であり、初代T10系はそれまでのつなぎとしての企画であった。

この背景には、当時 乗用車の設計に強い発言力を有していたタクシー業界が20系の完成を待てず、そのニーズにこたえる必要のあったトヨタ自動車販売の意向で、開発・発売を急がせたという事情があったという。すなわち、T10系は クラウンの信頼性の高さが立証されて存在価値が薄まり1956年に生産を中止されていたクラウンのタクシー用姉妹車 トヨペット・マスター（前輪固定懸架）の車体中心部ボディプレス、クラウンの足回り、そして1940年代後期から使用され、乗用車用としてはすでに時代遅れになっていたSV式のトヨタ・S型エンジン（最高出力33PS/4500回転、最大トルク6.5kgm/2800回転（グロス値））などといった 既存のコンポーネンツを寄せ集めて、マスターの開発・製造を担当した関東自動車工業（現・トヨタ自動車東日本）で急遽開発された車であった。ただし唯一画期的であったのは、関東自動車工業がトヨタ本体とは独立して独自に1950年代前半から研究を続けていたモノコック構造が、トヨタの量産乗用車として初採用されたことであった。このため、車両重量はようやく1000kgの大台を割っている。
- 1957年7月 - 発売。ボディは4ドアセダン（ST10型）と、トヨペット・コロナラインとして別モデル扱いされた2ドアバン（ST16V型）があった。その丸みを帯びたスタイルから、「ダルマコロナ」の愛称で親しまれたが、前輪独立懸架で乗り心地が良い点を除くと、ライセンス生産していたオースチンのノウハウでOHV1,000ccエンジンを既に開発・搭載していたダットサン1000セダン（210系）と比較し、開発費がかけられなかったこともあって、ハード面の評価は低かった。
- 1958年4月 - マイナーチェンジを受け、車体の側面にモールが追加された。フロントフード先端のエンブレム、ドアハンドルの意匠を変更した。
- 1959年10月 - 再びマイナーチェンジを受け、型式がST10型からPT10型（コロナラインはPT16V型）に変更される。懸案であったエンジンをより強力なOHV式水冷直列4気筒997ccのP型に変更し、最高出力45PS/5000rpm、最大トルク7.0kgm/3200rpm（グロス値）とした。最高速度も105km/hと、ようやく100km/hが可能となった。フロントグリルもメッシュタイプに変更され、後席寸法を拡大し、乗車定員は4名から5名に増加した。

## 2代目 T20/30型（1960年 - 1964年）
- 1960年4月 - フルモデルチェンジ。トヨタが総力を挙げてダットサンセダン（1959年にダットサン・ブルーバード（310系）にモデルチェンジ）打倒を目指して開発された本格的な小型乗用車であった。当時のオペル・レコルトを彷彿とさせるデザインは当時の日本車の水準を越えた流麗なもので、当時増加傾向にあった女性ドライバーには特に好評であった。車体は先代同様4ドアセダンのみで、ライトバンおよびシングル/ダブルピックアップは引き続きコロナライン（リアナンバープレートをバンパー中央から車体部に移設）として別シリーズであった。販売キャンペーンも新しい方式が取られ、発表に先立ち1960年2月頃から新聞紙上に車体デザインの輪郭や一部分を露出して人気を煽る「ティザーキャンペーン」が日本で初めて実施された。設計上最大の特徴は1枚リーフとコイルの組み合わせによるカンチレバー式のリアサスペンションであった。優れた操縦性と乗り心地を実現したが、当時未舗装が多かった地方の道路でタクシーとして酷使されると、耐久性不足が露呈された。また、ピラーが細くスマートなボディも強度不足が指摘された[注釈 3]。こうして主にタクシー業界で不評が広がり、当初好調に立ち上がった販売も1960年末頃には伸び悩むようになり、小型車市場でのダットサン・ブルーバードの優位は、T10系の時代と変わらず続き、トヨタは乗用車メーカーとして国内2位の座に甘んじることになった。トヨタは状況を回復すべく必死で対策を講じた。

- 1961年3月 - 小型タクシー枠が拡大されたことを受けて、クラウンと同じ新規格一杯のR型1,453cc60馬力を搭載した「コロナ・1500」（RT20系）を投入、同様に1,200cc版を投入したブルーバードに対しパワー競争で差をつけた。さらに10月には「コロナ・1500デラックス」（RT20D系）を追加し、自家用車向け販売を強化した。また、特に女性ドライバーに人気があることからイージードライブ装置付きモデルに早くから力を入れ、2速オートマチックトランスミッションの「トヨグライド」（トルクコンバーター付きだがLとDの変速は手動であった）、自動クラッチ（電磁クラッチ）の「サキソマット」（通常の3速MTのクラッチ操作のみ自動化、トヨグライドより性能ロスが少ない）が追加された。また、1500登場と同時に問題のリヤサスペンションをコンベンショナルなリジッド半楕円リーフスプリングに変更した。
- 1962年 - 日本で最初のカラーCMとなる「コロナ・1500デラックス」のテレビCM放映。「スタント・ドライブシリーズ」[注釈 4]の1つとして制作されたもので、内容は色とりどりのドラム缶の上を走行したり、砂ボコリを上げながら一列に並べられたり積み重なったドラム感を蹴散らしたりする内容で、別バージョンでは比較的低めの崖下に落とされても自走できる耐久性をアピールする内容だった。
- 1963年4月 - オーストラリア・ビクトリア州・ポート・メルボルンにあった自動車組み立て会社オーストラリアン・モーター・インダストリーズにてトヨタ・ティアラ (Tiara)として生産が開始され、これが日本国外で生産された初めてのトヨタ車となり、以降2017年のカムリのオーストラリア現地生産終了まで、54年間トヨタにおけるオーストラリア現地生産が継続された[2]。なおオーストラリアン・モーター・インダストリーズは後にトヨタが買収し、1985年にトヨタ・オーストラリアとなる。

- 1963年5月 - 第1回日本グランプリ、ツーリングカー1300 - 1600クラス「C-5」に出場し、1位から3位までを独占した。宿敵ブルーバード・1200は別クラスになったことも幸いしていたが、コロナが丈夫で高性能であることをアピールする好機として、トヨタは盛んにこの戦果を宣伝した[注釈 5]。T20系はまた、対米輸出の戦略車種としても位置づけられ、こちらでも「トヨタ・ティアラ」（クラウンの『王冠』と意味を重ねたネーミング。型式はRT30L）として1,900ccの3R型エンジンを搭載して1964年に輸出されたものの、1960年にビッグスリーが相次いでコンパクトカーを発売して輸入車に反撃を開始したこともあって、トヨタの期待に反して販売は伸び悩み、アメリカ市場から一時撤退することとなる。

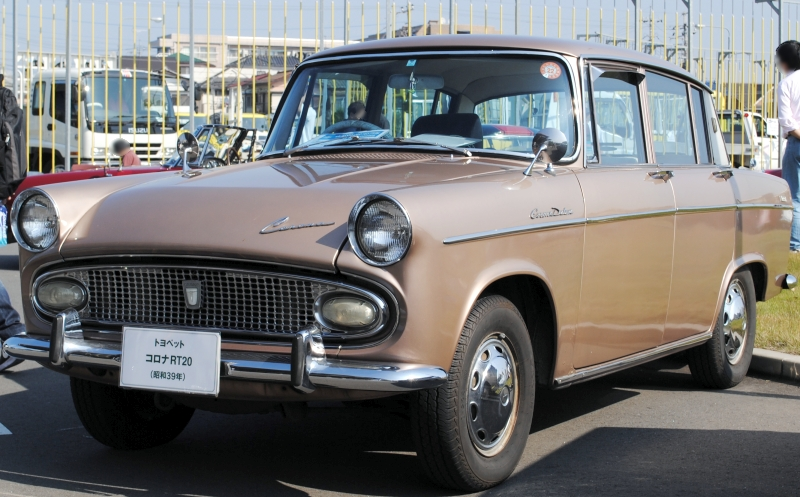
RT20型
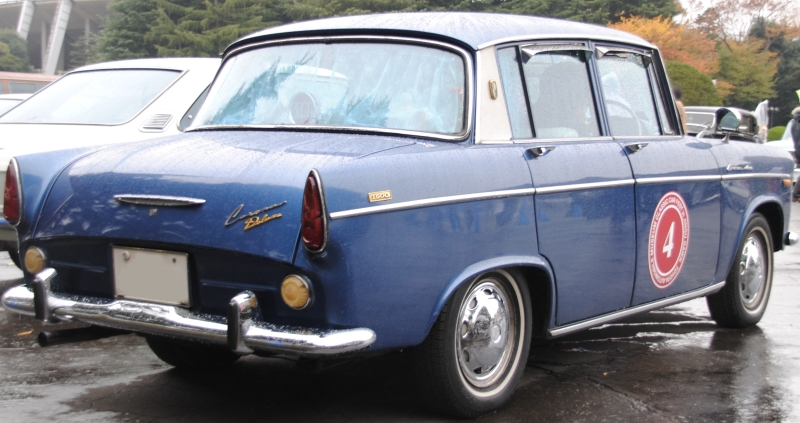
RT20型 リア

## 3代目 T40/50型（1964年 - 1970年）
- 1964年9月 - フルモデルチェンジ。それまでの教訓を生かし、海外市場でも通用する高性能、高品質の車を目指し開発された。エンジンは耐久性と使いやすさに定評があったR型エンジンを改良した2R型（1,490cc、70馬力）で、トルクカーブもフラットな使いやすいものが採用された。新設計された足まわりで振動・騒音を低下させた。乗り心地、居住性、装備は中型車並みとするため、旧型よりも全長、全幅で各60mm、室内幅で40mm大きくされた。「アローライン」と呼ばれた傾斜したフロントノーズのデザインが特徴であった。開通して間もない名神高速道路にて、発表早々に「10万キロ連続高速走行公開テスト」を実施。58日間で10万kmを完全走破し、高速性能と耐久性をアピールして先代との違いを際立たせたことから人気が急上昇。全国各地の発表会、試乗会には20数万人が押し寄せた[3]。ダットサン・ブルーバードとの熾烈な販売競争、いわゆる「BC戦争」において、1965年1月に初めてブルーバードを販売台数で追い抜き、国内販売台数第1位を達成した。その後しばらく抜きつ抜かれつの状況が続いたが、1965年末頃からは第1位の座を磐石なものにした。コロナの首位は、1968年にカローラに譲り渡されるまで続いた。当初のボディバリエーションは、4ドアセダンと、この代からコロナの名に統一された2/4ドアバン（バンはこの代よりバックドアがハッチバックのバックドアとなり実質3 / 5ドアバンに）とシングル/ダブルピックアップであった。また、バン・ピックアップモデルのリアナンバープレートをバンパー中央に戻した。ステアリングギヤがウォーム&セクター・ローラーから、リサーキュレーティング・ボール（ボールナット）へ変更、主にタクシー向けのスタンダードのエンジンが1,200cc2P型から1,350cc3P型に変更、そしてトヨグライドが完全自動式となったことが挙げられる。旧型コロナに比べて約60kg軽くなり、エンジンの改良と合わせて、高性能、最高速度(140km/h)、加速性能（SS1/4マイル19.7秒）を達成した。
- 1965年4月 - SSやSSSなどスポーティモデルを充実させるブルーバードに対抗して「1600S」を追加、エンジンは4R型（OHV1,587cc・SUツインキャブレター・90馬力）で、コロナ初の前輪ディスクブレーキ、4速フロアシフトを採用し、内装にはタコメーター、フルリクライニングのバケットシートを採用した。同年7月には、日本車初のピラーレス構造の2ドアハードトップ（T50系）を追加。「あなたと風景をさえぎるセンターピラーが無いのです」というキャッチフレーズで注目を集めた[4]11月にはこれも日本車初となる洗練されたファストバックスタイルの5ドアセダンを追加、ルノー・16など、欧州で人気が出始めていた5ドアをいち早く取り入れた。ハードトップはその後のスペシャルティカーの先駆けとして好評であったが、5ドアセダンは人気が出ず、少数販売にとどまった。しかしトヨタは6代目になってこれを復活させ、以後もこのボディ形式を日本に根付かせようとその後も努力を続ける。欧米への輸出もトヨタ・コロナとして行われたが、日本国外でも好評をもって迎えられ、T40系の輸出台数は1964年に8,734台、65年23,096台、66年60,864台と急拡大し、1967年10月には80,058台と、日本車の単一車種輸出台数の新記録を更新、T40系の成功で、輸出においてもトヨタは日本一の座を獲得した[5][注釈 6]。
- 1966年6月 - マイナーチェンジを受け中期型となる。ホーンリングの変更やフロントグリルが格子状になる。
- 1967年2月 - ニュージーランド・クライストチャーチのSteel Brothers'Motor Assembliesにて生産が開始される。
- 1967年6月 - マイナーチェンジ。フロントマスクの再変更、バンパー位置のかさ上げ（米国安全基準対応）が行われた。後のフロントマスク・リアの細部変更により、リアランプの橙色が省略されてリアウインカーとブレーキランプ／テールランプの一体式（兼用）にされた（バン・ピックアップモデルはコンビネーションタイプのままデザイン変更）。ハードトップは前・中期型では独立していた後退灯をコンビネーションランプと一体化。
- 1967年9月 - トヨタ自動車が月産8万台を達成した際、そのうち3万台を40系コロナが占める[5]ほどの主力車種であった。1966年のT40系の生産台数はバンを含め252,492台で、これは単一車種の生産規模としてはVWビートル(1,295,834台)には大差を付けられているもの、フォード・コーティナの24万3,384台を上回る第2位であった。また、大韓民国の新進自動車（現:韓国GM）でもノックダウン生産された。
- 1967年8月 - 派生車種として、2ドアハードトップのボディを用いてDOHC1,600ccエンジンを搭載した「トヨタ・1600GT」が登場。
- 1968年4月 - 「ゴールデンシリーズ」が登場、コロナ初のSOHC・1,600cc（「7R」シングルキャブレター・85PS/「7R-B」SUツインキャブレター・100ps）エンジンが搭載されたが、これは同年9月に上級車種として登場するコロナマークII用エンジンの先行投入であった。
- 1968年9月 - コロナマークII発売に伴い通常のコロナは2R型1,500ccエンジン搭載のセダン（スタンダード・デラックス）とバンのみに車種整理され、5ドアセダンは廃止。あわせて大幅値下げが行われた。ハードトップや1600、そしてシングル/ダブルピックアップはマークIIシリーズに移行した。

3代目の生産台数は57万8534台。

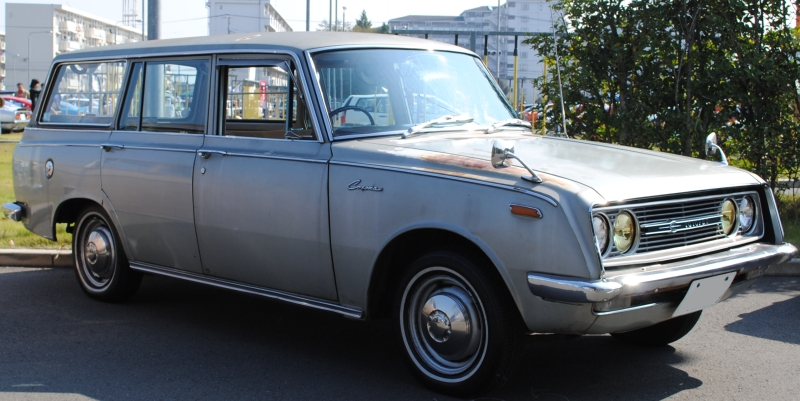
バン（後期型）

## 4代目 T80/90型（1970年 - 1973年）
- 1970年2月 - フルモデルチェンジ。型式記号がT50からT80、およびT90に飛んでいるのは、T50の後に登場した初代コロナマークIIにT60、およびT70の型式名を与えたためである。コロナシリーズは当初、マークIIが4代目コロナとなる計画であったが、T40/50系の根強い人気から、新たに4代目コロナが別途開発されることになった[注釈 7]。当初は4ドアセダンと5ドアバンのみ（ピックアップトラックを廃止）の設定で、グレードはT20系以来の2R型OHVエンジンの1500STD・1500DX、R40系ゴールデンシリーズのエンジンが再登場となる1600DX・1600SLの4種類であった。対抗車種であった3代目ブルーバード（510系）がすでにSOHCエンジン、四輪独立懸架を乗用車全車種に採用していたこととは対照的に、メカニズム的には旧態依然としたものであった。唯一画期的だったのは、1600DXにノーマルとスポーツの2種類の変速モードが選べる、日本初の電子制御式3速AT「EAT」[注釈 8]が選択可能になったことであるが、発売地区が大都市圏に限定され、実際の販売台数は極めて少なかった。三角窓を廃し、「サンダーウェーブ」と名付けられた、シンプルでありながらボディ側面の窓下に抑揚を効かせたスタイルを特徴とし、発売当初は「シルエット70」（セブンティ）と名付けられて宣伝されたが、同時期のカローラにも似たこの時代の典型的なデザインだったことや、カローラとコロナの中間車種であるカリーナが登場したこともあり、注目度はあまり高くなかった。バンモデルはリアランプをウインカー・ブレーキ兼用の一体式に変更し、リアナンバープレートの位置をバックドアに移設。
- 1970年8月 - 2ドアハードトップ（このモデルに限りT90系でマフラーはデュアルを採用）が復活、エンジンはマークIIと同じ1,700cc・1,900ccと1,500ccであった。翌9月にはセダンも1,600ccSOHCエンジンが6R型1,700ccに変更され、1700DX・セダン1700SLとなった。さらに1500は1971年2月に12R型OHV1,600ccに換装され、1600スタンダード・1600・ハードトップ1600となった。
- 1971年8月 - マイナーチェンジ。角ばったフロントデザインに変更されて印象を大きく変えた。リアランプは、1973年からの道路運送車両法改正を踏まえ、ウインカーを独立させ橙色点滅に変更した。バンモデルはこの変更に伴い、後退灯をリアランプから分離してバックドアに新設。このモデルの愛称は「ブラボーコロナ」。
- 1972年8月 - 2度目のマイナーチェンジを受け、フロントグリルやホイールカバー等のデザイン変更を受けた。この際、2ドアハードトップのみに設定されていた1900が、同年1月のマークIIのフルモデルチェンジを追うかたちで2,000ccに変更される。エンジンは「18R-B」型（SOHC・ツインキャブ）および「18R-E」型 (SOHC・EFI) で、グレードは2000SL、同EFI、そして新たに追加された2000SRである。このマイナーチェンジの際、EATはマニュアルモードが選択可能なものに改良され、1700デラックス、2000SLに選択可能となった。モデル末期の1973年4月には、昭和48年排出ガス規制対策を受けた。このモデルのキャッチコピーは「いいものに国境はない」。
- 販売終了前月までの新車登録台数の累計は38万6784台[7]。

## 5代目 T100/110/120型（1973年 - 1978年）
- 1973年8月31日 - フルモデルチェンジ。先代同様4ドアセダン、2ドアハードトップ、5ドアバン（リアランプを後退灯と一体化）の3種類で登場したが、キーワードを「予防安全」として、安全性への配慮をアピールしたことが当時としては目新しかった。また、設計の古いR系のOHVエンジンがようやく姿を消し、カリーナと同じ半球型燃焼室を用いたV字型クロスフロー・センタープラグ方式の2T型OHVエンジンが搭載されることになり、出力は83馬力から一気に100馬力となった。T100系の設計に当たっては、対米輸出車向けの衝撃吸収バンパー（5マイル・バンパー）[注釈 9]や、メルセデス・ベンツ初代Sクラスのようなサイドプロテクションモールが1800GL・1800SL・2000SL・2000GTにオプション設定され、機械の異常を知らせる11の警告灯がオーバーヘッド・コンソールに「OKモニター」として装備。4ドアセダンでは視界の良さを強調する古典的なノッチバックスタイルを採用。1973年12月から1976年10月まで、小型乗用車市場1,400cc - 2,000ccクラスで35ヶ月連続、ベストセラーの地位を確保した[注釈 10]。
- 1973年10月 - 2ドアセダンの1600デラックス・1600GL・1800SR・2000SRが追加された。2ドアの需要はアメリカではあったと思われるが、日本市場ではほとんど需要がなく、歴代のコロナとしては最初で最後となった。12月にはタクシー仕様車として1600スタンダード、1600デラックスが追加され、1800デラックスにも個人タクシー仕様がメーカーオプションで設定された。
- 1975年2月 - 本田技研工業から導入したCVCC（複合渦流燃焼方式）の技術を用いて昭和50年排出ガス規制に適合する19R型エンジン搭載の4ドアセダン2000デラックス（RT111系）が登場した。2,000ccとはいえ最高出力は80馬力に過ぎず、シリーズ中最も鈍足であった。このエンジンは当初単に「クリーンエンジン」と呼ばれたが、触媒方式の「TTC-C」が登場すると、「TTC-V」（VはVortex（渦流）の略）と呼ばれるようになった。
- 1975年10月 - 1600・2000GTが昭和50年排出ガス規制に適合する。いずれもTTC-C方式を採用し、1600のエンジンは2T-U(90PS)に、2000GTは18R-GU (130PS)となった。タクシー向けは12R-U（LPG仕様70PS）であった。この時点でEFI付きの18R-E搭載車（2000SL・2000SR）は廃止された。続いて11月に1800が昭和50年排出ガス規制に適合したが、SUツインキャブ仕様は廃止され、1800SLはシングルキャブレター仕様に変更され、2ドアセダン1800SRは廃止となった。バン1600、バン1800も商業車の昭和50年排出ガス規制適合となり、1600スタンダードも12Rエンジンから2T-Jエンジンに変更された。また、サイドに木目パネルを貼ったバン1800DXカスタムが追加された。
- 1976年6月 - 触媒方式 (TTC-C)による昭和51年排出ガス規制適合の2000シリーズ（RT122系。18R-U/シングルキャブ）が発売された。グレードはデラックス・GL・SL。
- 1977年1月 - マイナーチェンジ。センターグリルを強調した新しいフロントグリルとなる。ドアロックがT字型から四角形型に、リアコンビネーションランプはシルバーモールが消え、バックランブとリフレクターの上下位置が入れ替わり、曲線型からフラットになる。しかし、あまり好評とはいえず、連続ベストセラーの記録もここで途切れる。1800(16R-U)が廃止になるとともにモケット地のシートなどを持つ「エクストラインテリア」仕様がGLに追加された。この際、シートベルトがELR式となった（1600スタンダードを除く）他、タクシー仕様車、2000GTが昭和51年排出ガス規制適合となり、タクシー仕様車にN40型トランスミッション（オーバードライブ付きコラムシフト）が追加され、1800DXカスタムに代えてバン1800GLを設定した。個人タクシー仕様の設定を1800DXから2000DX（18R-U車のみ）に変更。（後期のみ）CM出演者は田宮二郎。(次期型のT130型の広告にも起用されたが、氏の死去に伴い発売当初のみで降板となった。)
- 1977年4月 - 触媒方式 (TTC-C)による昭和51年排出ガス規制適合の1800シリーズ（TT121系。3T-U/シングルキャブ）が発売された。グレードはデラックス・GL・SL。
- 1977年10月 - 再び内外装の一部変更を受け、コスト削減等の観点でホイールカバーが廃止され、代わりに既存のGT同様のホイールハブの保護用センターオーナメントの付いたキャップレスホイール化、SL及びGTの衝撃吸収バンパーがガード付きになるなどの変更を受けた。また、セダン及びハードトップの1800のMT車が昭和53年排出ガス規制(E-)に適合した。

5代目の販売終了前月までの新車登録台数の累計は80万5528台。

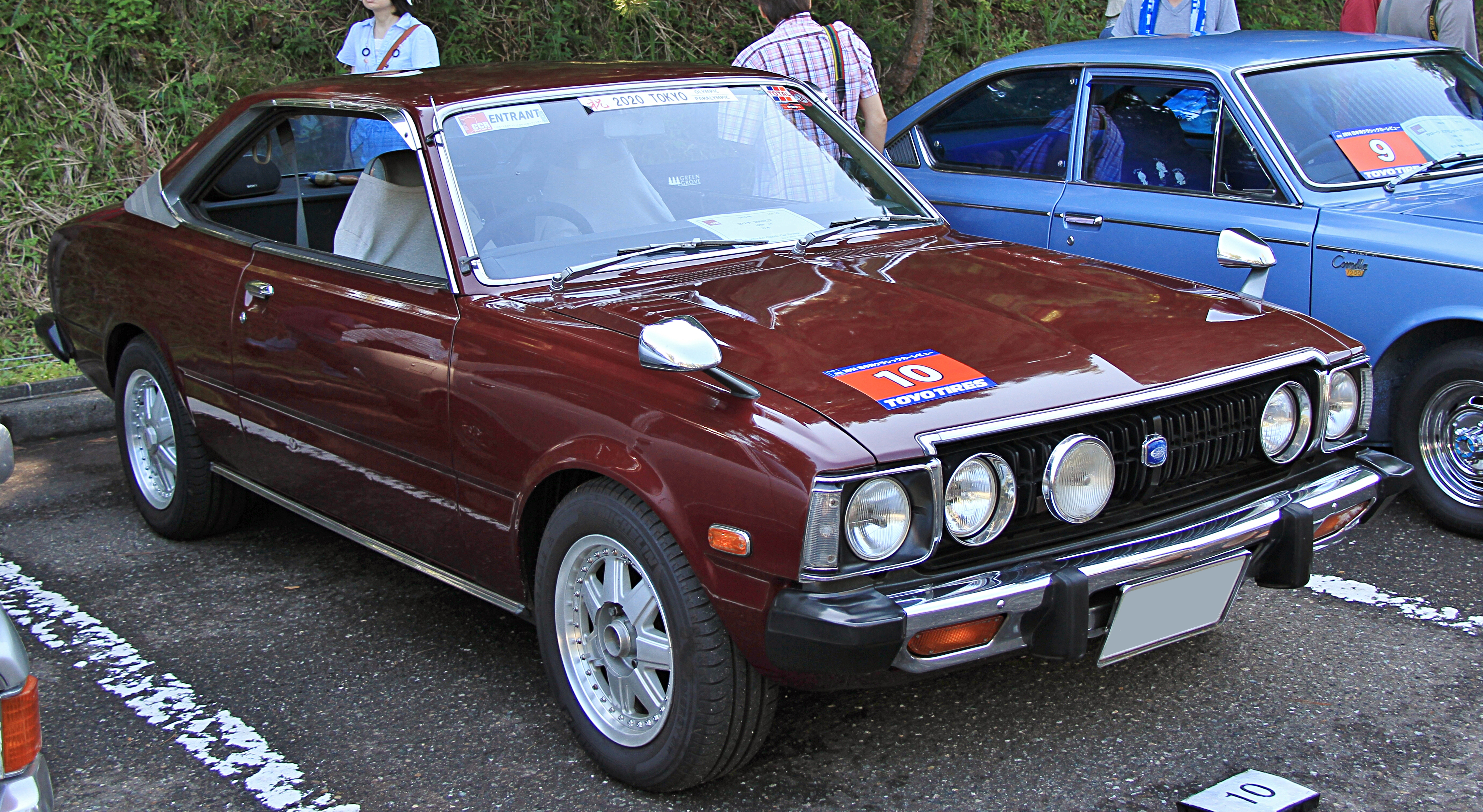
2ドアハードトップ 2000GT（前期型）

## 6代目 T130型（1978年 - 1982年）
- 1978年9月 - フルモデルチェンジ。この代より車名が「トヨタ・コロナ」となり、長年親しまれたトヨペットの名は廃止された。4ドアセダン、2ドアハードトップ、5ドアバンが設定され、2ドアセダンは消滅した。デザインは5代目のイメージを継承したが、当時流行の角形4灯式ヘッドライトに（バンとセダンのタクシー仕様車は丸形4灯）、衝撃吸収バンパーも新設計のウレタン樹脂製に改められた。また、1600（88馬力）、1800（95/EFI105馬力）、2000（105馬力、DOHC車は135馬力）とも昭和53年排出ガス規制に適合した。シャーシはフロアパンから新設計されている。RT20改良型以来のサスペンションはようやく時流に合わせて変更され、フロントがマックファーソンストラット式コイルスプリング、リヤがトレーリングリンク車軸式コイルスプリングに変更された（セダンのLPGタクシー仕様車とバンはリーフスプリングのままであった）。ブレーキは全車に前輪ディスクブレーキ（セダンのタクシー仕様車を除く）を装備する他、1800SLツーリング・2000SL・2000GTには後輪ディスクブレーキ、9インチ大型ブレーキブースターも装備され、オーバードライブ付4速ATが新設定のノーマル系トップモデル・2000CXに設定された。
- 1978年10月 - RT56系以来10年ぶりの5ドアセダンである「LB（リフトバック）」を追加、再度ハッチバック機構を持った5ドアセダンの普及を試みたものの、やはりさしたる販売実績を残せなかった。1979年8月には1800SLにAT車を追加し、トランク右側の「TOYOTA」エンブレムを大型化する小変更が行われた。
- 1980年8月 - マイナーチェンジでスラントノーズ化された。ハードトップとリフトバックのヘッドライトを異形2灯式に変更した。セダン1800GLには3速コラムAT&分割式ベンチシート車を追加、1,800cc全車（TT131型）にパワーステアリングを標準装備、CXを「CXサルーン」に名称変更し、1800を追加するなど車種体系を変更し、その他60項目に及ぶ改良を行った。この際、セダンの3速マニュアルコラムシフト車はLPGタクシー仕様車のみになり、LPGタクシー仕様車の2000STD・DX（5R-U型）には3速フロアAT車が追加された。
- 1981年3月 - 25周年記念車としてセダンDXをベースにパワーウインドウなどの装備を追加した「エクストラサルーン」を発売、同時に2000GTに新仕様車を追加した。同年からのCM出演者は、長嶋茂雄。

LPGタクシー仕様車は1982年8月まで継続生産された。
- 当モデルは前期型がテレビドラマ『太陽にほえろ!』の劇中で小野寺昭演じる島公之（通称・殿下）が乗っていたことから「殿下コロナ」の愛称で呼ばれることもある。
- 販売終了前月までの新車登録台数の累計は45万3295台[9]。

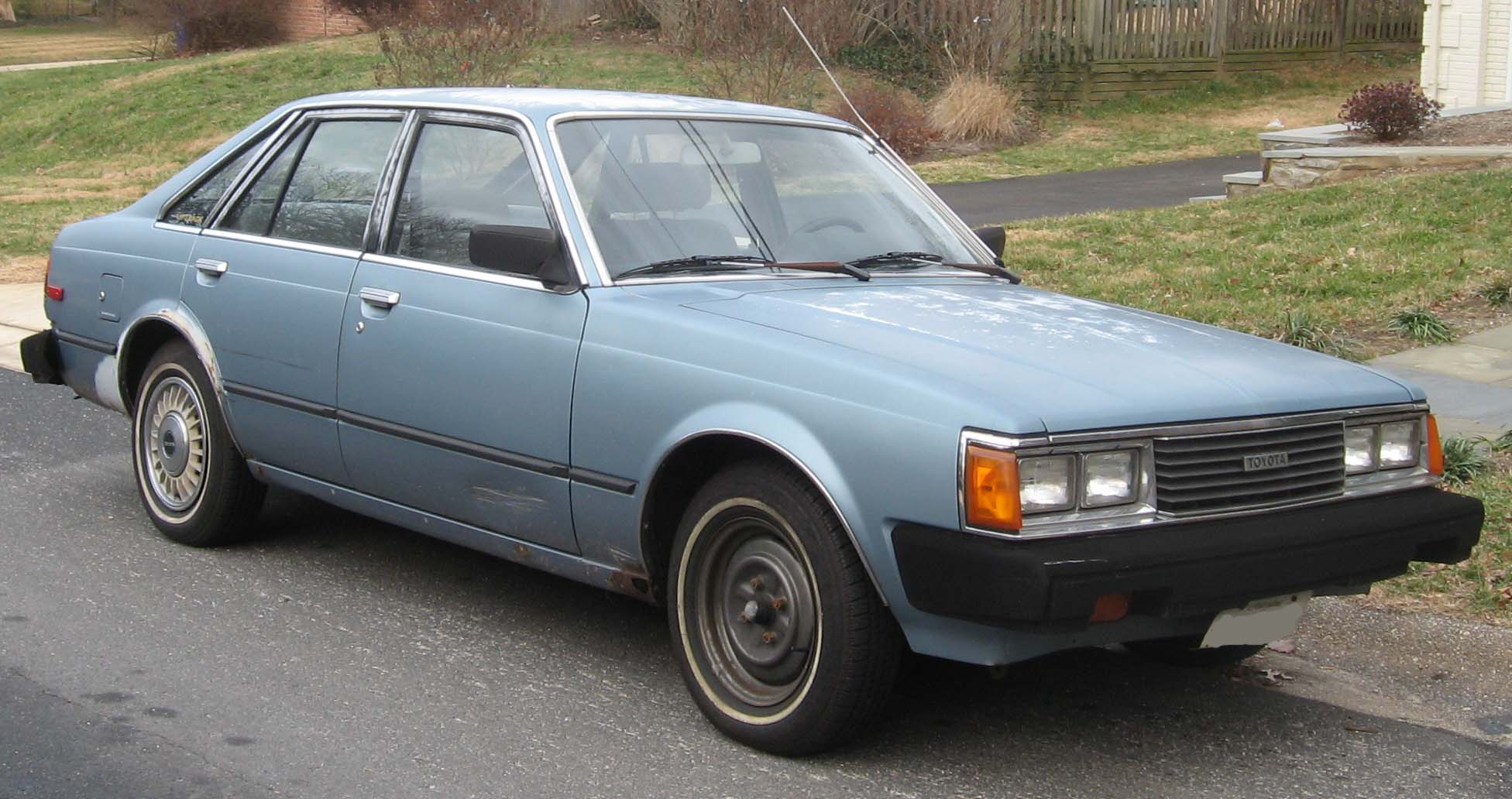
5ドアリフトバック（北米仕様）
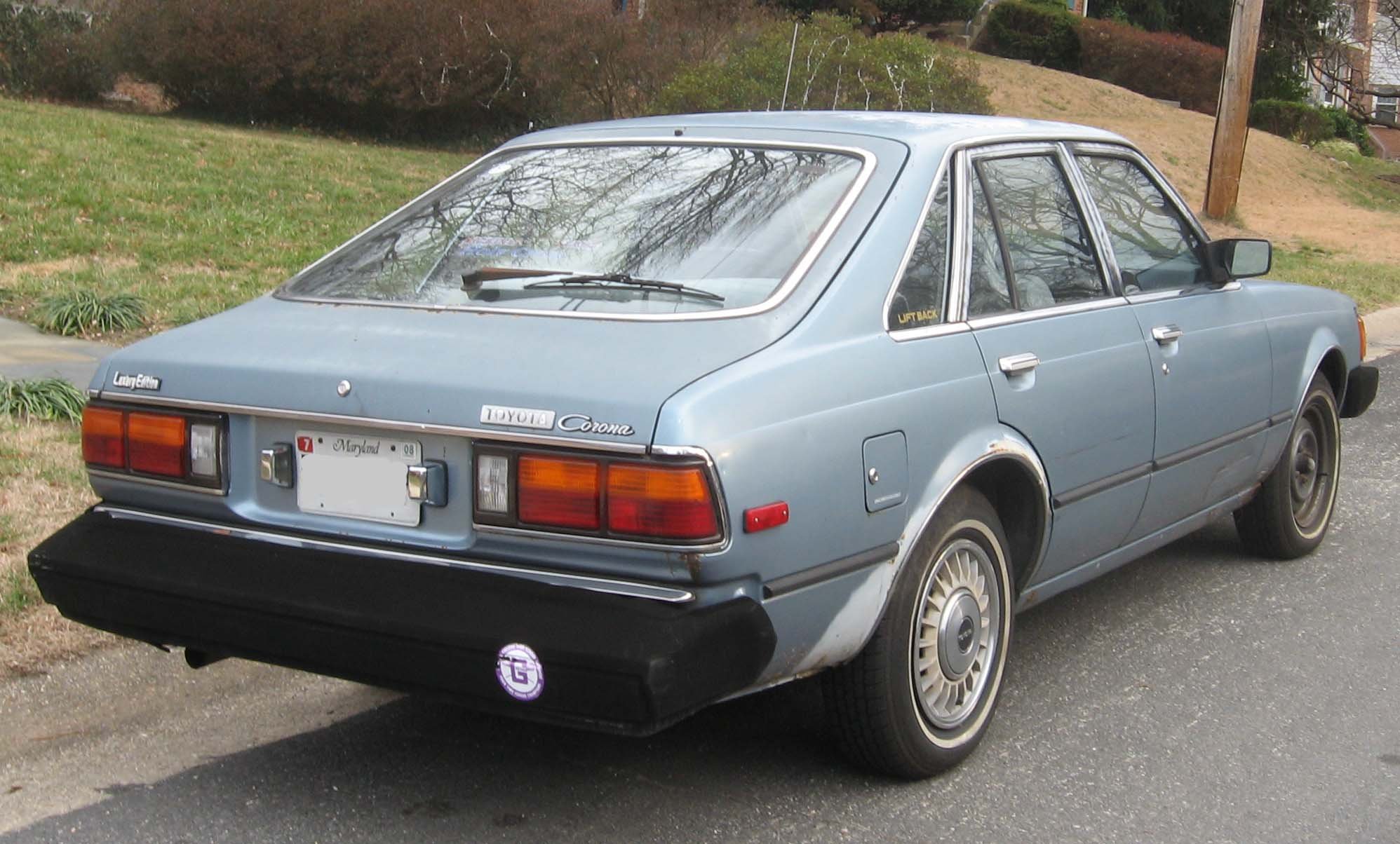
5ドアリフトバック（北米仕様）リア

## 7代目 T140型（1982年 - 1998年）
ハードトップ:1982年 - 1985年、セダン/バン:1982年 - 1987年 、 タクシー:1982年 - 1998年
- 1982年1月 - フルモデルチェンジ。角ばった「アドバンス・ウェッジ」スタイルへと変貌し、6代目ブルーバード (910系)に対抗すべく、スタイリッシュなイメージを強調した。また、この代からプラットフォームがカリーナ・セリカと共有化された。特にハードトップは60系セリカがベースとなって、セダンベースの従来車より車高（重心）が低くなり、従来のコロナのイメージを脱却したスポーティなデザインとなった。なお、ファストバックスタイルの5ドアセダンは消滅した。オーナー向けには歴代コロナの中でも異例に短いライフサイクルとなったT140系は、スポーツモデルからタクシー等業務用途向けまで幅広く、変則的なモデルライフを送った。また、コロナとしては最後の後輪駆動車となった。
- CM出演者はロジャー・ムーア。6代目ブルーバードのキャッチコピー「ザ・スーパースター」「ブルーバード、お前の時代だ」に対し、コロナでは「スーパーヒーローより愛をこめて」、「舞台は主役を待っていた」、「舞台は主役のためにある」のキャッチコピーで対抗した。さらに初期のテレビCMでは、ブルーバードのCM出演者の沢田研二を連想させる白スーツの男が噴水に落下するシーンを入れており、ブルーバードとの本格的な対決姿勢を表面に出していた。
- 1982年10月 - それまでの2000GT（18R-GEU型エンジン搭載）に代わり、1.8Lツインカムターボの3T-GTEU型エンジンを搭載した1800GT-T/GT-TRが登場した。新色ストラトスブルーMを追加設定。
- 1983年10月 - 前輪駆動の8代目（T150/160系）登場によりラインナップが整理され、1800SX/1800ディーゼルGX/EXサルーン/EXサルーンADを廃止。廉価グレードとスポーツ仕様のGT系のみの展開となった。同時にマイナーチェンジを受け、4A-GEU型エンジン搭載の1600GTと、15インチタイヤ/アルミホイール・ホイールアーチモール・マッドガード・パワーステアリング・スポーツシート・「TWINCAM16」テープストライプ・(ハードトップのみリアワイパー)等を特別装備した、1600GT「スポーツ7仕様」が登場する。また、バンのガソリンエンジンが1.6Lの12T-Jから1.5Lの5K-Jに変更された。
- 1985年8月 - 前輪駆動のコロナクーペ発売と、T150/160系セダンへの3S-GELUエンジン搭載のGT及びGT-R追加に伴い、2ドアハードトップおよびGTシリーズを廃止。1.8Lの1S-U型エンジン搭載する1800GX、3A-U型エンジンを搭載する1500STD・DX・GXのみに整理された。
- 1987年12月 - 9代目（T170系）の販売開始に伴い、自家用向けセダンおよびバンの販売を終了。
- 1987年 - 2代目から続いてきたオセアニアでの販売を終了。同地ではカムリが後継車とされ、これ以降のモデルは販売されていない。

タクシー仕様
- 1982年1月 - タクシー仕様ディーゼル車登場。1.8L、1C型エンジン搭載。リアサスペンションは自家用向けと同じ4リンク式を、ブレーキシステムは従来通り総輪（4輪）ドラムブレーキをそれぞれ採用。グレードはSTDのみ(LPG車は先代型130系を継続販売)。
- 1982年9月 - タクシー仕様LPG車登場。1.8L、2Y-PU型エンジン搭載LPG仕様が追加。リアサスペンションはディーゼル車とは異なり、伝統のリーフスプリングを採用。グレードはSTDとDX。
- 1983年11月 - LPG車にDX-Aを追加。
- 1986年12月 - 大がかりな仕様変更（マイナーチェンジ）を受け、タクシー専用車の登場。トランクパネル以外の外板がすべて変更されフロントグリル・ライト・ウインカーはA60型カリーナバン（スーパーDX仕様車はA60型カリーナクーペ/サーフ用にメッキを施した物）のものを流用、その他にも前後バンパー、フロントバランスパネル・フードロックブレース等一部にA60型カリーナセダンのものを流用し全長が140mm切り詰められ、Cピラーを立たせて室内長を40mm長くすることで乗降性を向上させるという大変更を受けた。同時にディーゼル車のエンジンは1.8Lの1C型から2.0Lの2C型に変更された。グレードはDX-Aに代わりDX（デラックスA仕様車）が設定され、DXには上級仕様のスーパーデラックス仕様車を設定。日本国内のみならず香港、マカオ、シンガポールなどにも輸出された。
- 1991年11月 - 2.0Lディーゼル車の廃止、全車LPG仕様のみのラインアップとなる。
- 1992年7月 - 安全装備強化を中心とした改良。サイドドアビーム、リヤ3点式シートベルト（中央席は2点式）、前輪ベンチレーテッドディスクブレーキ、フットレストを全車に標準装備。ハイマウントストップランプをオプション設定。AMラジオは電子チューナー式に変更された。
- 1998年4月 - 1995年12月より販売を開始した（当時）コンフォートに統合される形で販売終了。

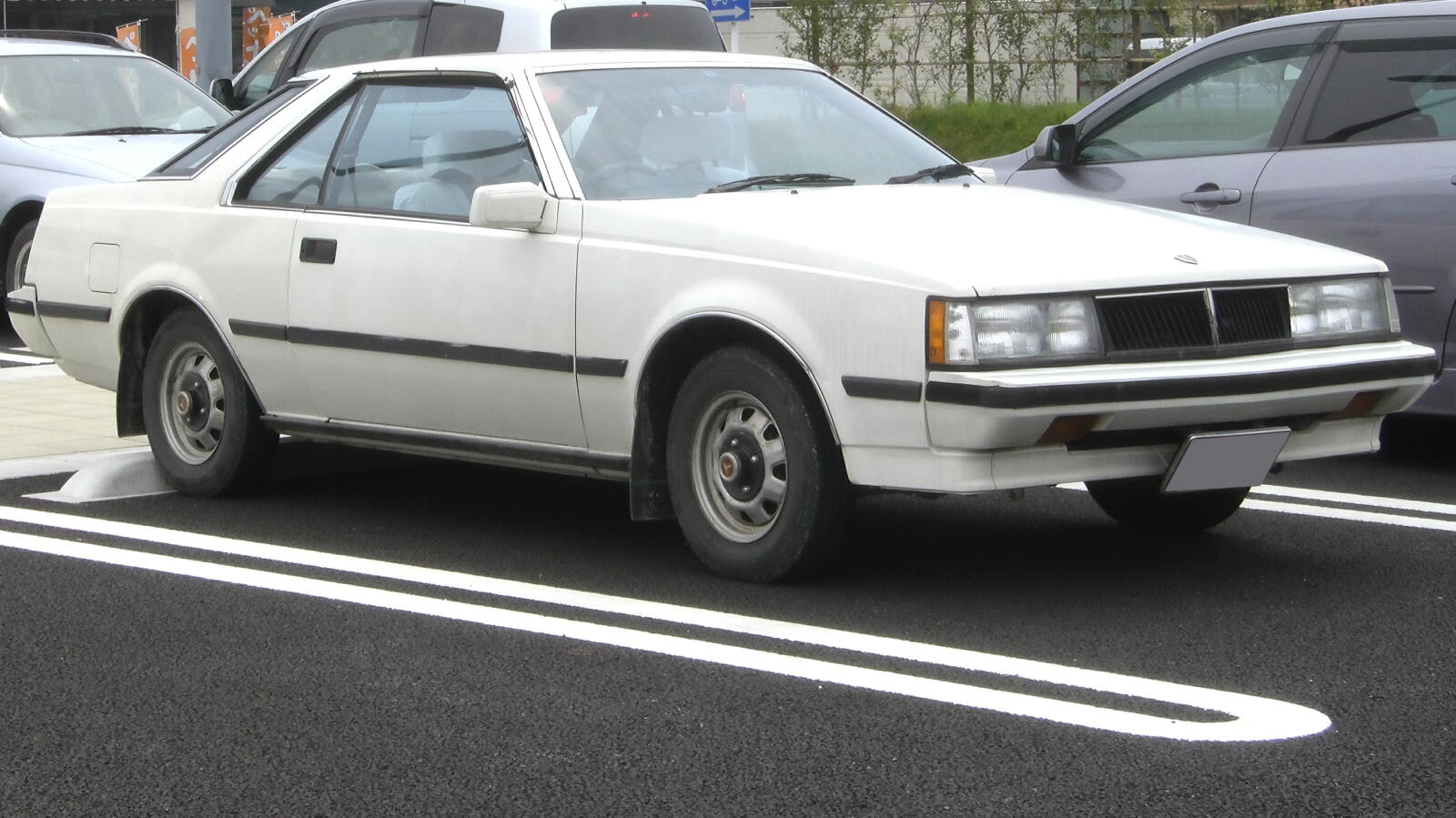
2ドアハードトップ（後期型） 1983年10月 - 1985年8月
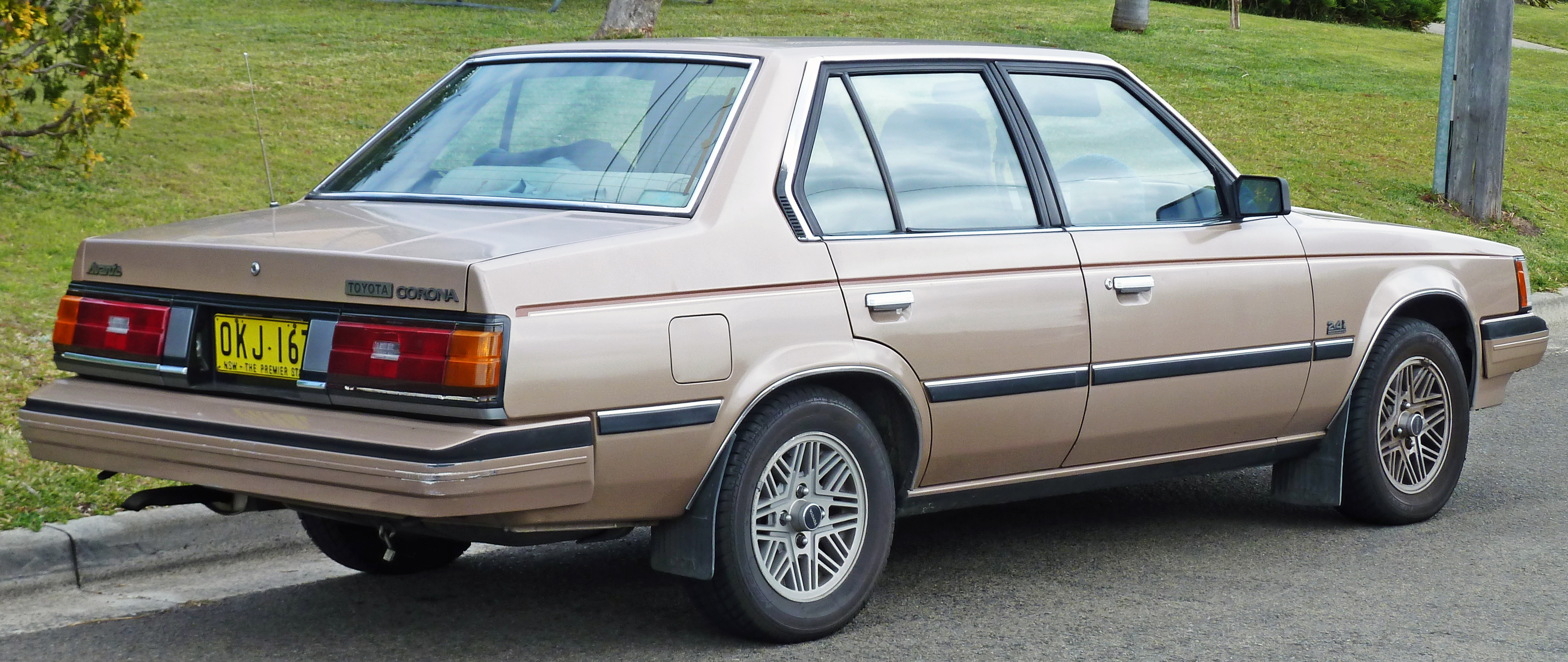
後期型・豪州生産 コロナアバンテ (RT142)
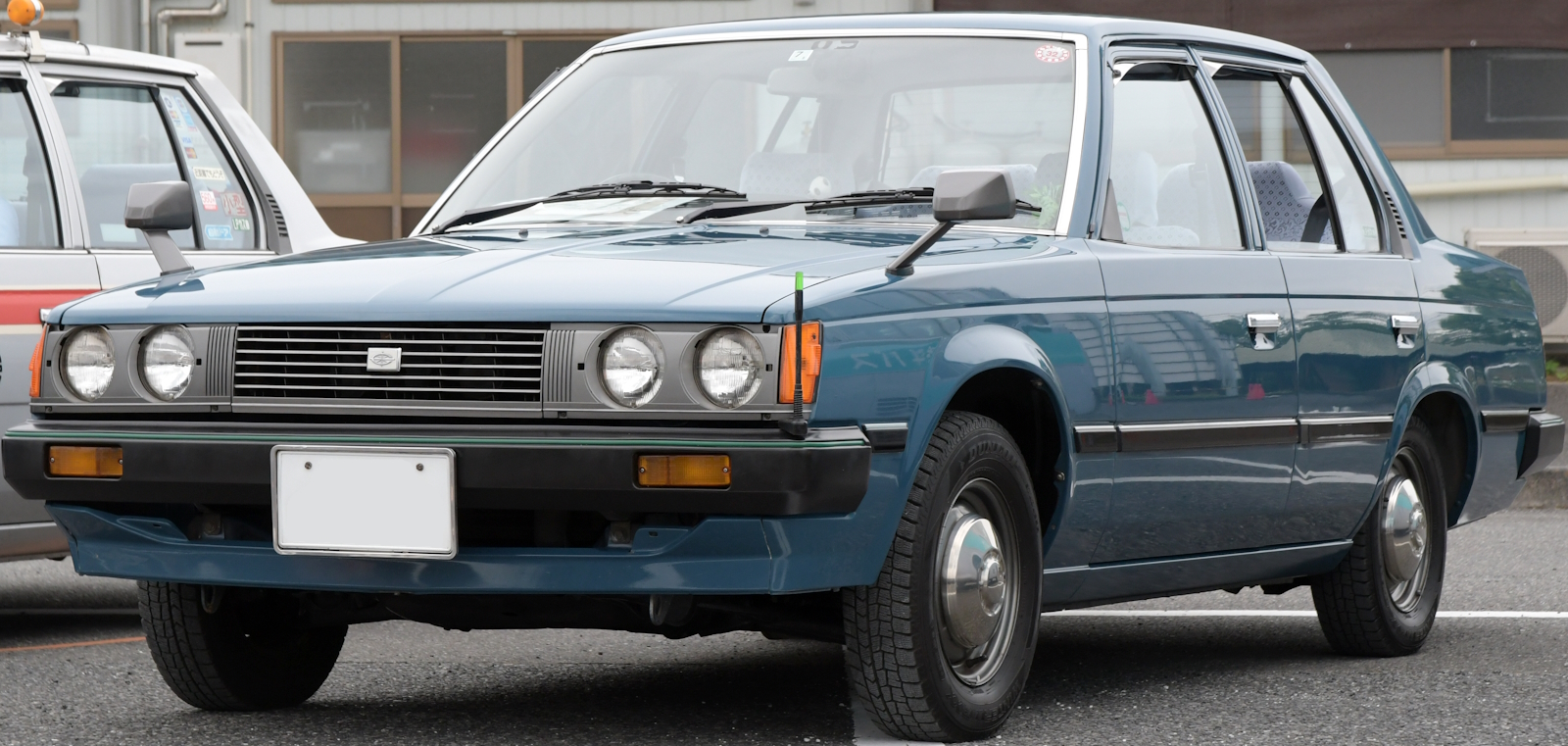
タクシー仕様・1986年12月仕様変更型 日本仕様 STD
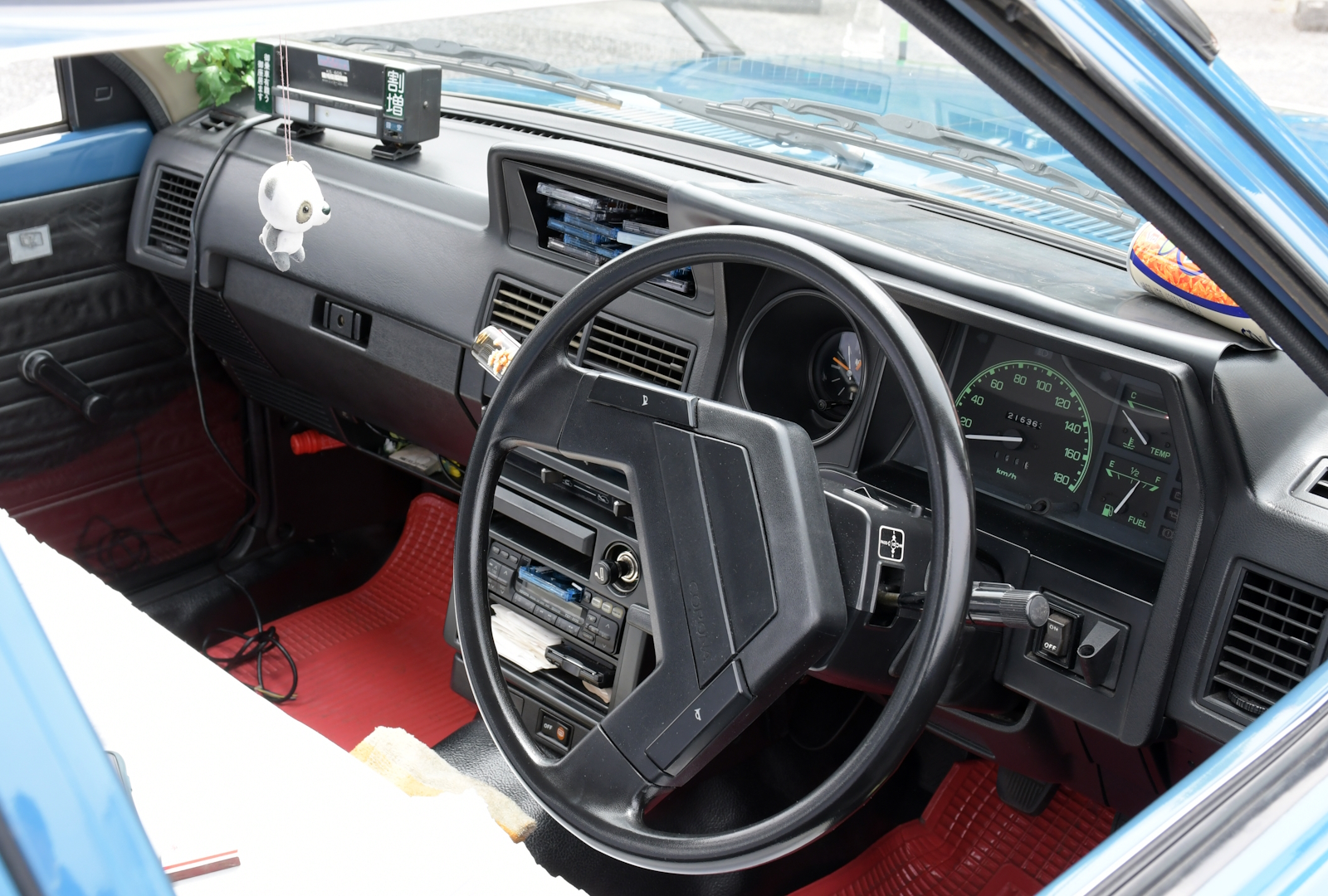
タクシー仕様・1986年12月仕様変更型（車内） 日本仕様 STD
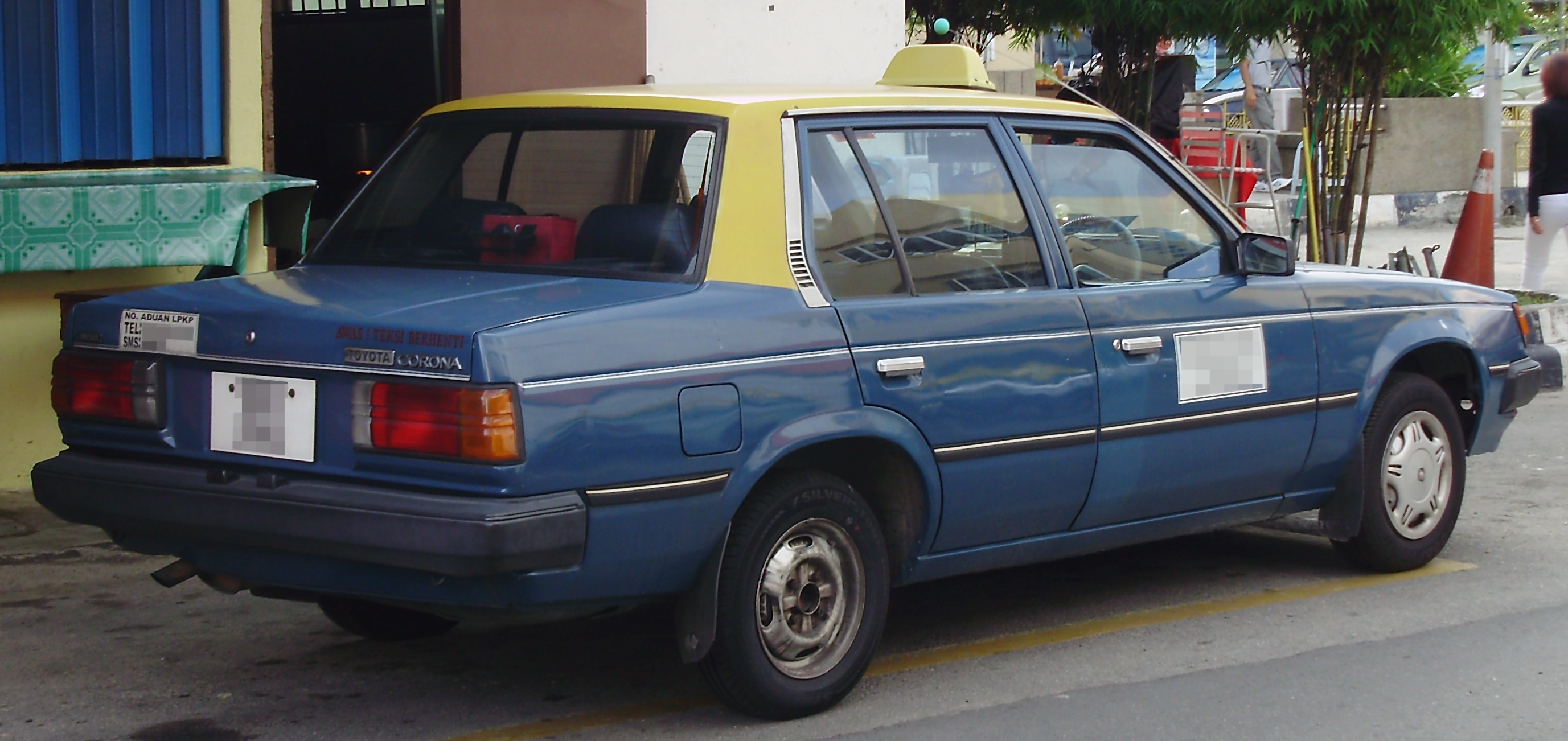
タクシー仕様・1986年12月仕様変更型（リア） マレーシア仕様

## 8代目 T150/160型（1983年 - 1987年）
- 1983年1月 -「コロナFF」としてファストバックスタイルの5ドアセダン発売。コロナ初の前輪駆動車であるが、当時のトヨタは前輪駆動への転換に慎重な姿勢を取っており、後輪駆動のT140系も継続して販売された。エンジンはカムリ/ビスタで登場した1.8Lガソリンの1S-LU型のみの設定であった。この代よりボディサイズがカムリより小さくなり、遅れて登場するカリーナおよびセリカも同じプラットフォームを用いる。この代には、缶ジュースを5本入れることができるクールボックス付エアコンが装備された[10]。
- 1983年10月 - 6ライトウィンドウを採用した4ドアセダンが追加され、前輪駆動車がシリーズの中核となった。エンジンバリエーションには1.8LにEFI付きの高出力版の1S-ELU型、1.5L 3A-LU型、2.0L 2C-L型ディーゼルが追加された。キャブレターの1S-LU型はセントラル・インジェクション仕様の1S-ILU(Ci)に換装された。また、ATに4速も選べるようになった。CM出演者は加藤和彦・秋山育・松山猛・肥田日出生、ジミー・ネルソン。
- 1985年8月 - マイナーチェンジを受けて内外装を変更し、リアコンビネーションランプが大型化される。従来EXサルーンADのみの装備であったフロント合わせガラスが全グレードへ採用となる。4ドアセダンにはDOHCエンジン搭載車（3S-GELU型、2.0GT、2.0GT-R 型式E-ST162）が追加された（型式E-ST160）。GT系（T160系）はカムリ・ビスタ同様の5穴ホイールとなる。また、1S-ELU型エンジンを搭載するスポーティグレード・1800SX-Rも追加された。

8代目の販売終了前月までの新車登録台数の累計は63万5185台。

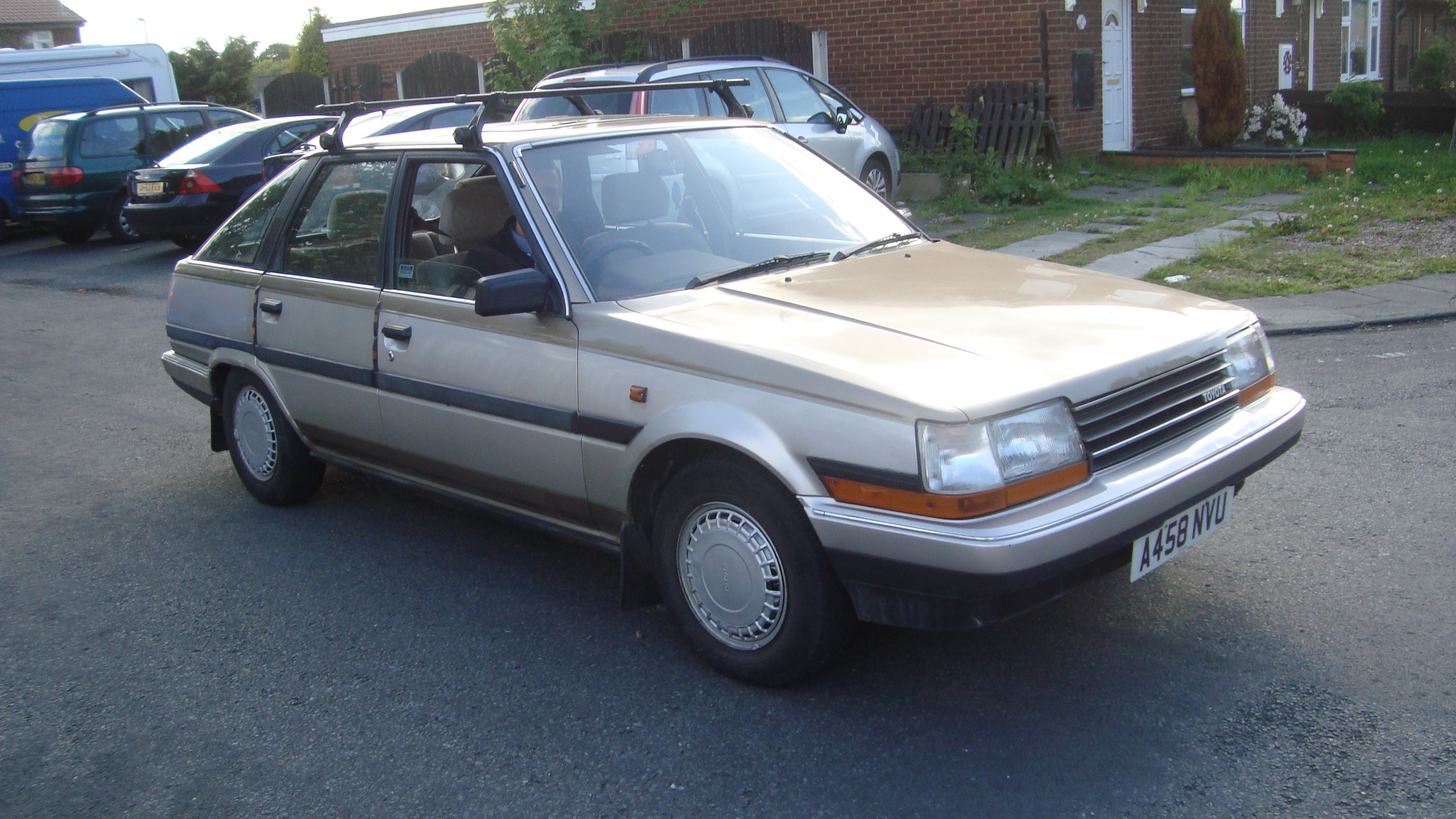
海外仕様 5ドア フロント
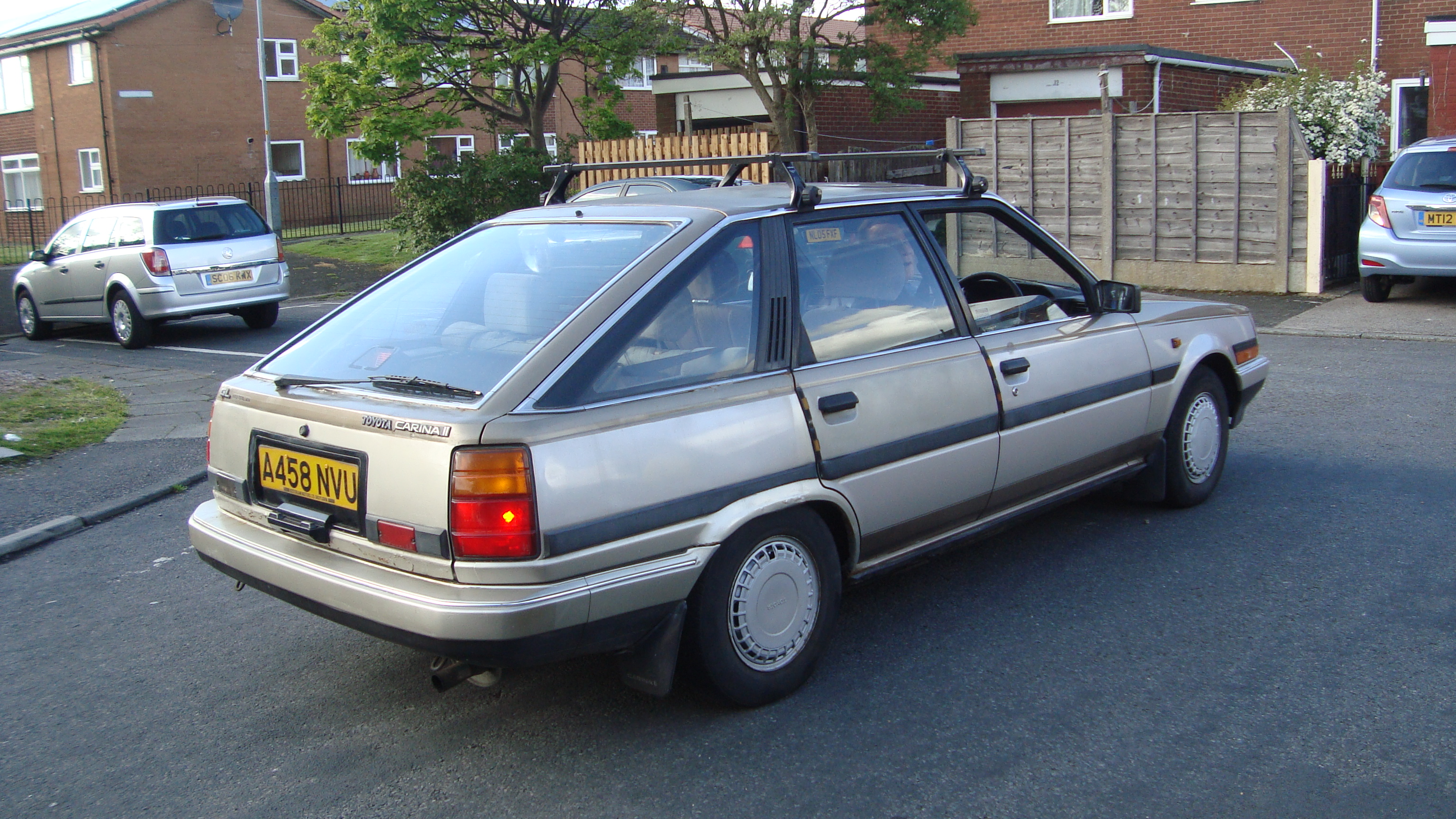
海外仕様 5ドア リア

## 9代目 T170型（1987年 - 1992年）
- 1987年12月18日 - フルモデルチェンジ。4ドアセダンと5ドアセダンを設定。5ドアセダンには「SF」というサブネームが付いた。SFとは「センセーショナル・フィーリング」の頭文字である。欧州仕様は「CARINA II」の名称で販売された。エンジンは2.0L 3S-GE型と3S-FE型、1.8L 4S-Fi型、1.5L 5A-F型のガソリンと2,000cc2C型ディーゼルを用意。また同時にバンもフルモデルチェンジされ前輪駆動化された。バンのエンジンは1.5L 3E型ガソリンと2.0L 2C型ディーゼルの設定であった。スポーティグレードの「GT」はこの代が最後となり、6代目のリフトバック以来の5ドアセダンのGT「SF-GT」は、最初で最後の前輪駆動5ドアの「GT」であった。CMソングは「狩人たちの合唱（魔弾の射手 第3幕）」（ウェーバー）。

　グレードは上から「GT-R (2.0・3S-GE)」「EXサルーンG (2.0・3S-FE)」「EXサルーン (1.8・4S-Fi/1.5・5A-FLU/2.0ディーゼル・2C)」「SX-R (2.0・3S-FE)」「MX (1.8・4S-Fi/1.5・5A-FLU)」「GX (1.8・4S-Fi/1.5・5A-FLU/2.0ディーゼル・2C)」「DX (1.5・5A-FLU)」「STD (1.5・5A-FLU)」。
ボディカラーは「スーパーホワイトII」「グレーメタリック」「スーパーレッドII」「レッドマイカメタリック」「ミディアムベージュメタリック」「ライトブルーメタリック」「ダークブルーマイカメタリック」の計7色が設定された。
- 1988年8月 - セダンに四輪駆動 (1.6L 4A-FE型)が追加される。既存車はATシフトロックを追加。

- 1989年11月 - マイナーチェンジ。外観は、フロントグリルのデザインが変更されルーバーが横型から縦型になり押し出し感が強調される（バンのフロントは変更なし）。また、リアガーニッシュとテールランプが横一列タイプになり、リアナンバープレートがバンパー下部に移動された。エンジンは1.8Lと1.5LがEFI化され4S-FE型、5A-FE型にパワーアップされ、2.0LのGTは無鉛プレミアムガソリン化で165馬力にパワーアップした。グレードはMXに代わり特別仕様車であったセレクトサルーンがカタログモデルとなった。

- 1990年5月 - トヨペット店累計販売1000万台達成記念車として「コロナスーパールーミー」 (Corona Super Roomy) が追加された。4ドアセダンの全長を210mm延長したストレッチリムジンで、500台が限定販売された。

- 1992年1月[12] - 生産終了。在庫対応分のみの販売となる。

- 1992年2月 - セダン並びにSFがフルモデルチェンジによって販売終了。バンは同年11月のカルディナ登場まで生産され、T170系が最後のコロナバンとなった。販売終了前月までの新車登録台数の累計は49万2918台[13]。

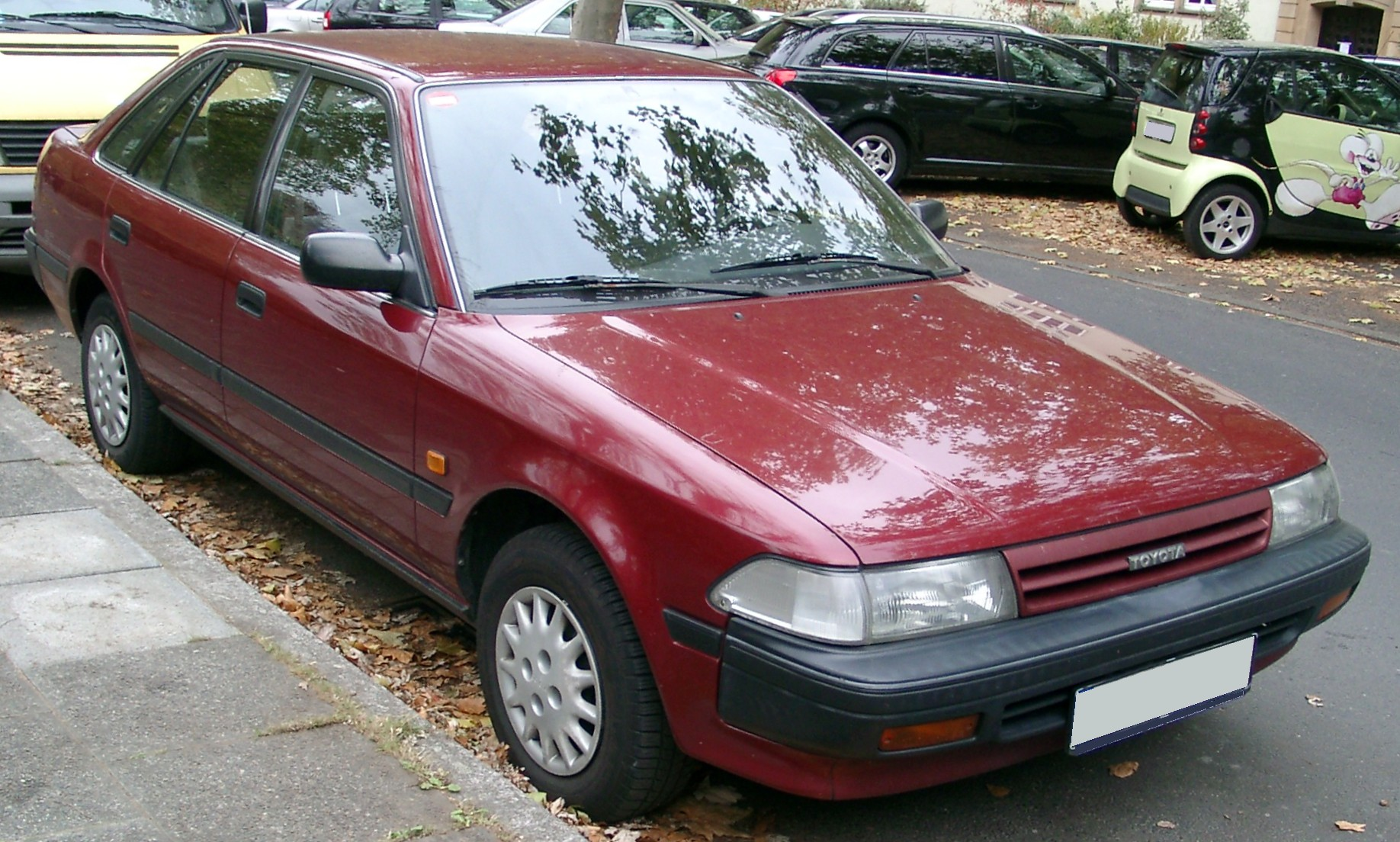
SF（欧州仕様）
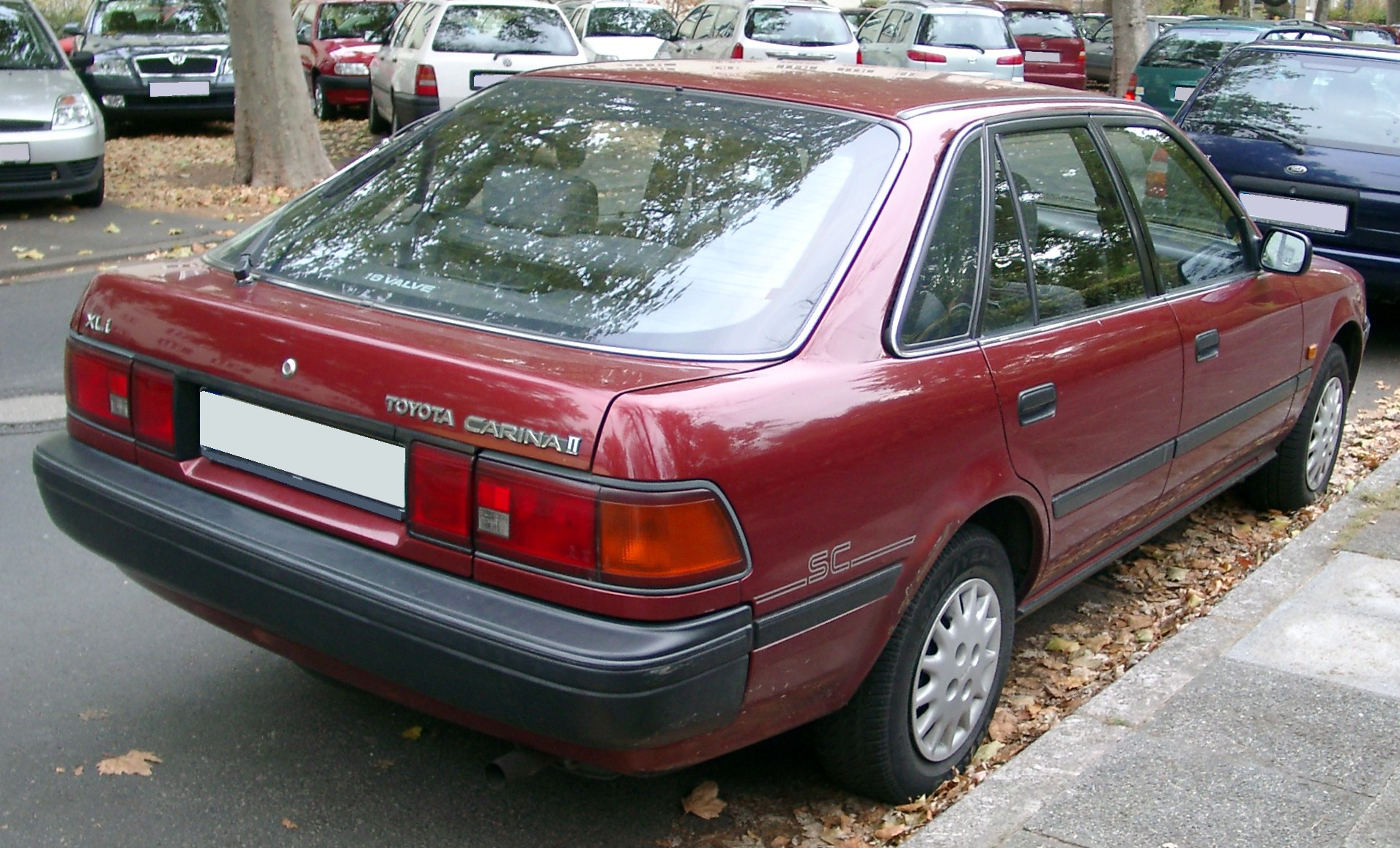
SF（欧州仕様） リア
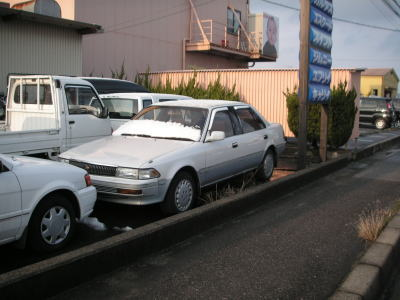
4ドアセダン スーパールーミー　ストレッチリムジン（500台限定）

## 10代目 T19#型（1992年 - 1996年）
- 1992年2月 - フルモデルチェンジ。先代に引き続き、4ドアセダンと5ドアセダンの「SF」を設定。欧州仕様は、「CARINA E」という名称で、イギリス・ダービーシャー州、バーナストンのトヨタ工場で現地生産された。外寸は大型化され、カローラ（E100系）に似た丸みを帯びたデザインとなった。グレードは、GX（1.6/1.8/2.0 4WD/2.0ディーゼル/2.0ディーゼル4WD）、セレクトサルーン（1.6/1.8/2.0、4WD/2.0ディーゼル/2.0ディーゼル4WD）、EXサルーン（1.6/1.8/2.0/2.0 4WD/2.0ディーゼル/2.0ディーゼル4WD）、EXサルーンG（1.8/2.0L）があったが、GTなどのスポーティグレードは姿を消した。他に教習車仕様も設定されていたが、「トヨタ教習車」として取扱いされていた（コロナエンブレムがトヨタCIマークになっている）。モータースポーツではこの10代目をベースとしたツーリングカーが全日本ツーリングカー選手権に1994年の1年のみではあるものの参戦していた。CM出演者は中村雅俊で、演じた「コロナ氏（T.Corona）」は大学教授の設定になっている。それを題材にしたミニドラマ「中村雅俊のただいま授業中」がテレビ東京系列にて放映されていた。
- 1994年2月 - マイナーチェンジ。フロントグリルをカラード化（車体と同色化）する一方、サイドプロテクターを素地色とし、前後バンパーにも素地色のプロテクションモールを装着。また、横一列タイプだったリアガーニッシュとテールランプは左右に分割させて小型化し、リアナンバープレートをバンパーからトランクリッドに移動させた。[注釈 11]

- 3代目から続いていたニュージーランドでの生産を終了。

- 1995年12月[14] - 生産終了。在庫対応分のみの販売となる。

- 1996年1月 - プレミオのサブネームを付けた11代目と入れ替わって販売終了。コロナプレミオにはリフトバックが設定されず、リフトバック車は2代目プリウスがボディタイプを引き継いだ。販売終了前月までの新車登録台数の累計は26万9293台[15]。

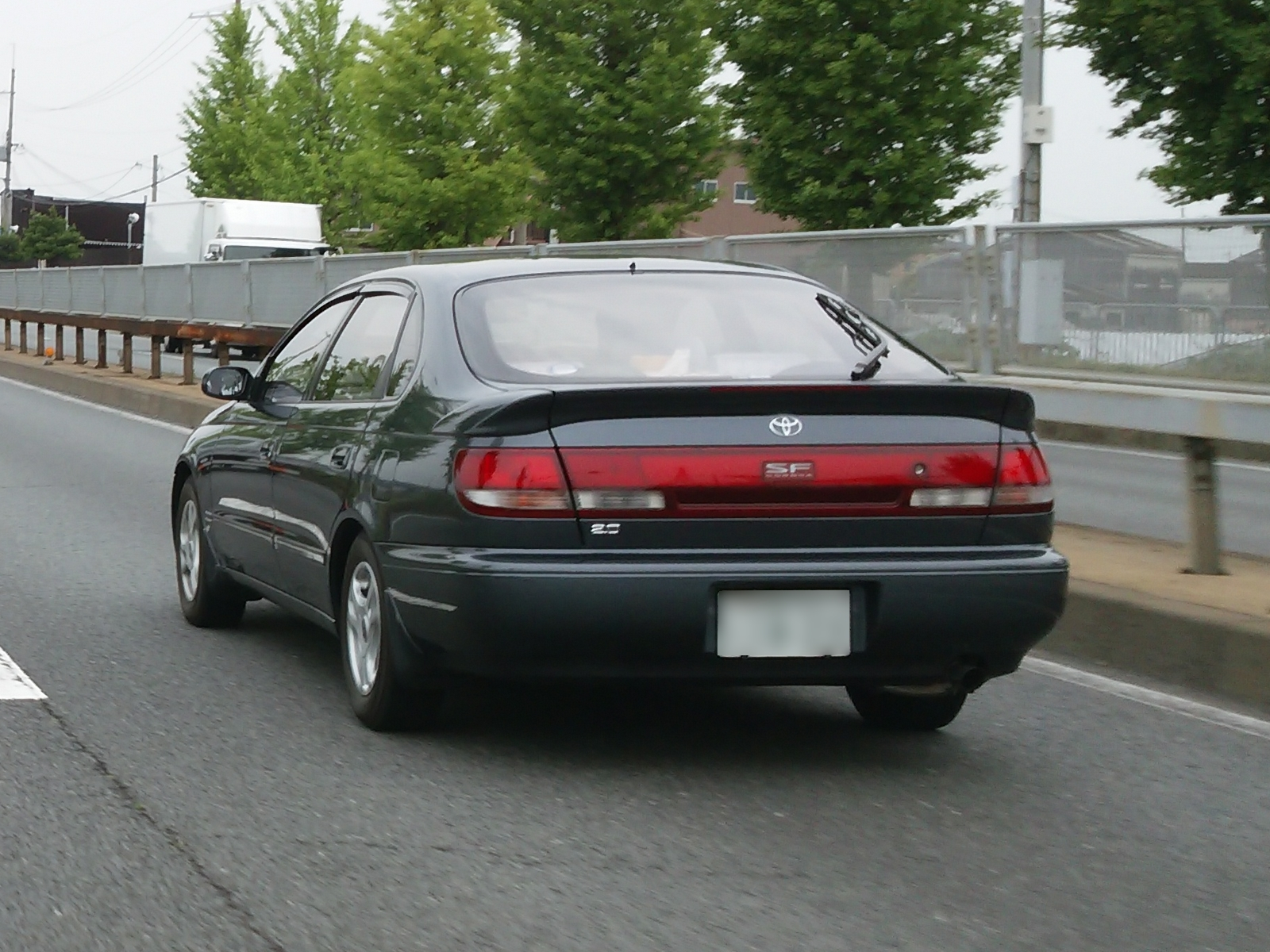
SF （前期型）リア
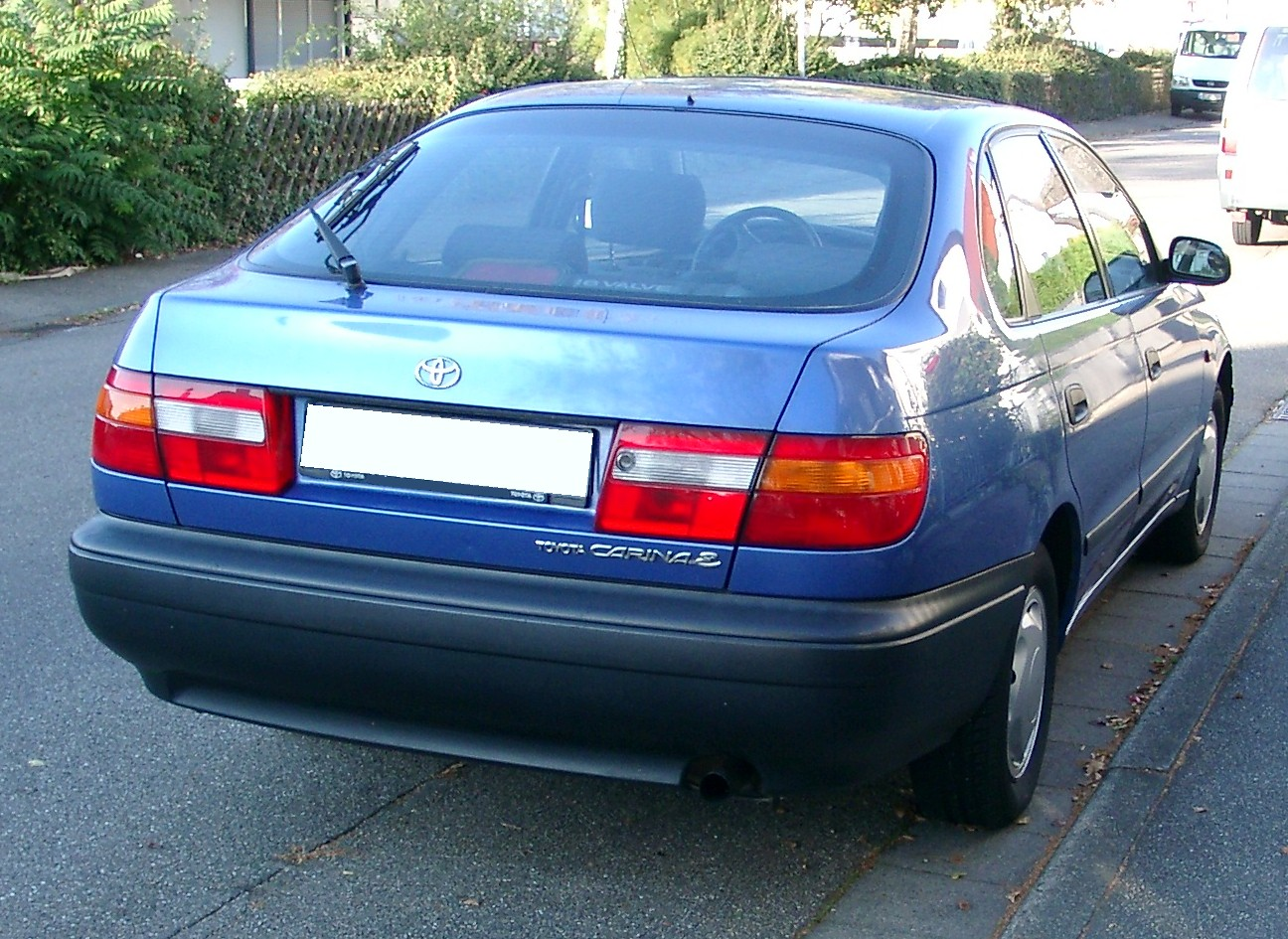
SF（欧州仕様）リア
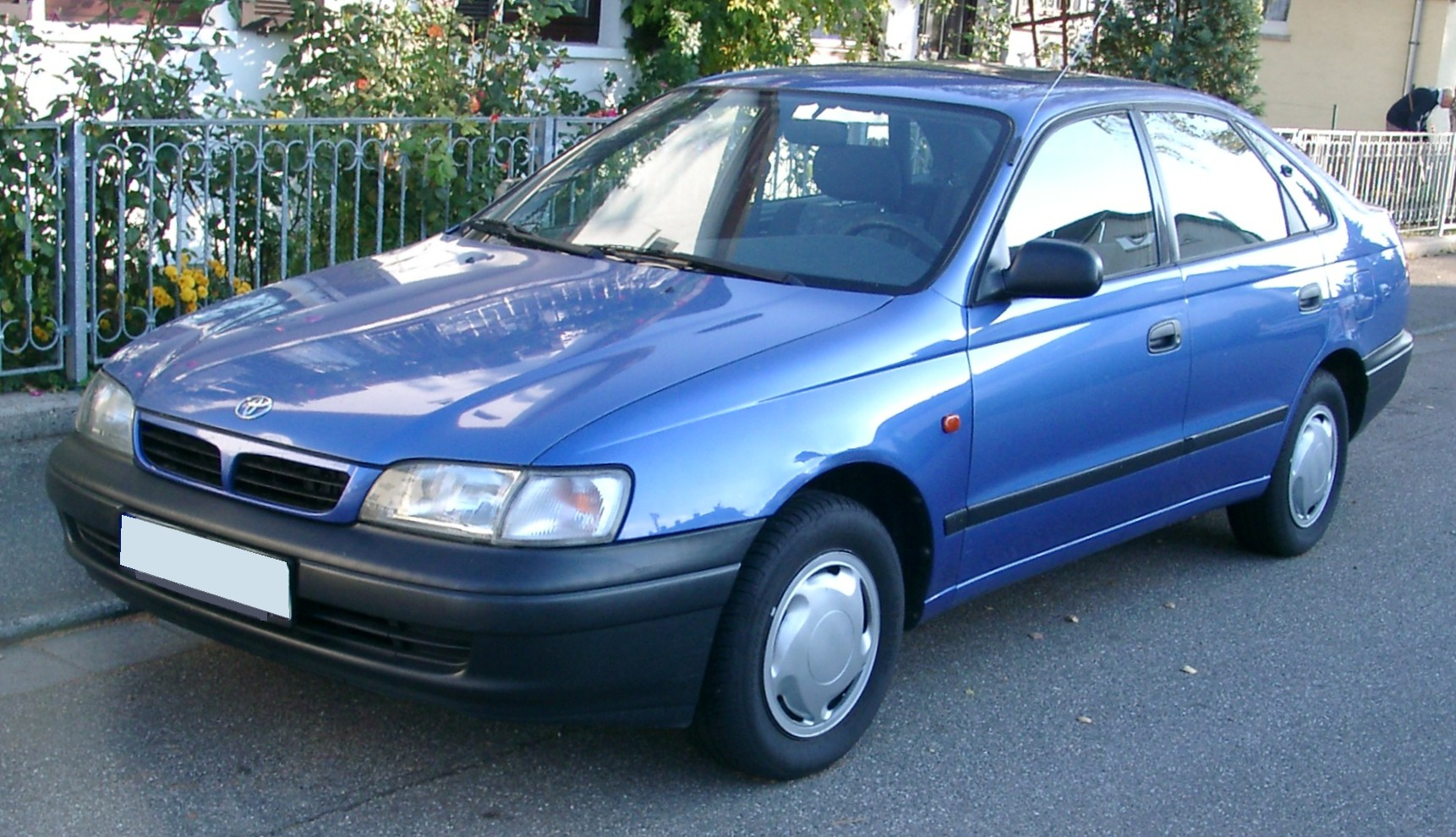
SF（欧州仕様） ※現地名・カリーナE

## 11代目 T210型（1996年 - 2001年）
- 1996年1月12日 - コロナ最後のフルモデルチェンジ。車名にサブネームが付き、「コロナプレミオ」 (Corona Premio) となり、発売当初は日本国内専売であった（のちに台湾市場でも発売を開始した）。また、次期モデルでは逆にコロナの名がなくなって単に「プレミオ」となったためこのモデルはコロナの名を持つ最後のモデルとなった。なお、ラインナップも4ドアセダンのみの設定となる。テレビCMには緒形拳が出演、この最後のコロナの開発テーマは安全性の強化とコストダウンであった。全車に助手席エアバッグや後席中央席への3点式シートベルトを標準装備すると共に、「GOA」と呼ばれる衝突安全設計のボディなどの安全装備を充実させ、寒冷地仕様車にはリア・フォグランプを標準装備するなど、当時の水準以上の安全装備が施された反面、ドアパネル等の部品は同時期のカリーナと共用になり、内装はグローブボックスの鍵が廃止されたり、車体・インテリアのカラーバリエーションを非常に絞り込むなどの変更が行われた。エンジンバリエーションは、2.0L（3S-FE型）、1.8L（7A-FE型）、1.6L（4A-FE型）、そして2.0Lディーゼルターボ（2C-T型）であったが、トヨタ初のガソリン直噴エンジン「D-4」(Direct Injection 4-Stroke) 2.0L（3S-FSE型）145ps/20.0kgmも追加投入され、当初は特別仕様車として販売（本革シートなども装備されていた）された。
- 1997年12月 - マイナーチェンジを受け、エクステリアの変更、内装色の追加、オドメーターとトリップメーターの液晶化、後席中央へのヘッドレストを追加するなどの改良を受けた。ディーゼルは2.2Lターボ（3C-TE型）に変更され、ディーゼル四輪駆動車についてはトランスミッションが5速MTのみから4速ATのみの設定へ変更され、直噴エンジン搭載モデルが正式にカタロググレードとなる。CM出演者は小林稔侍に変更された。
- 2001年11月[16] ｰ オーダーストップに伴い生産終了。以降は在庫対応分のみの販売となる。
- 2001年12月 - 後継車のプレミオの登場に伴い､販売終了。コロナの名称は11代44年の歴史に幕を閉じた。
- 欧州市場ではアベンシス（セダン）が、カリーナEの後継車として投入された。
- 販売期間中の新車登録台数の累計は26万3880台[17]。

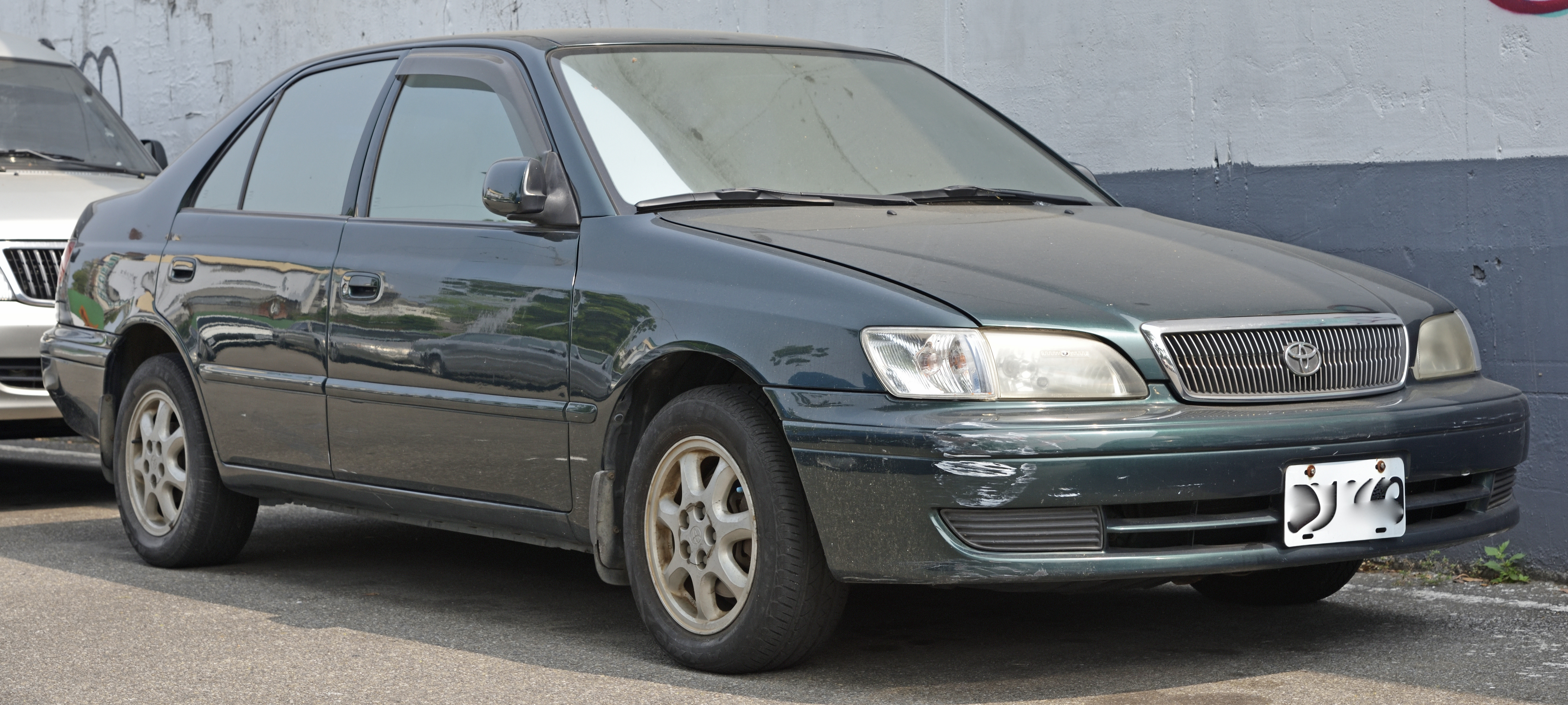
台湾仕様　フロント
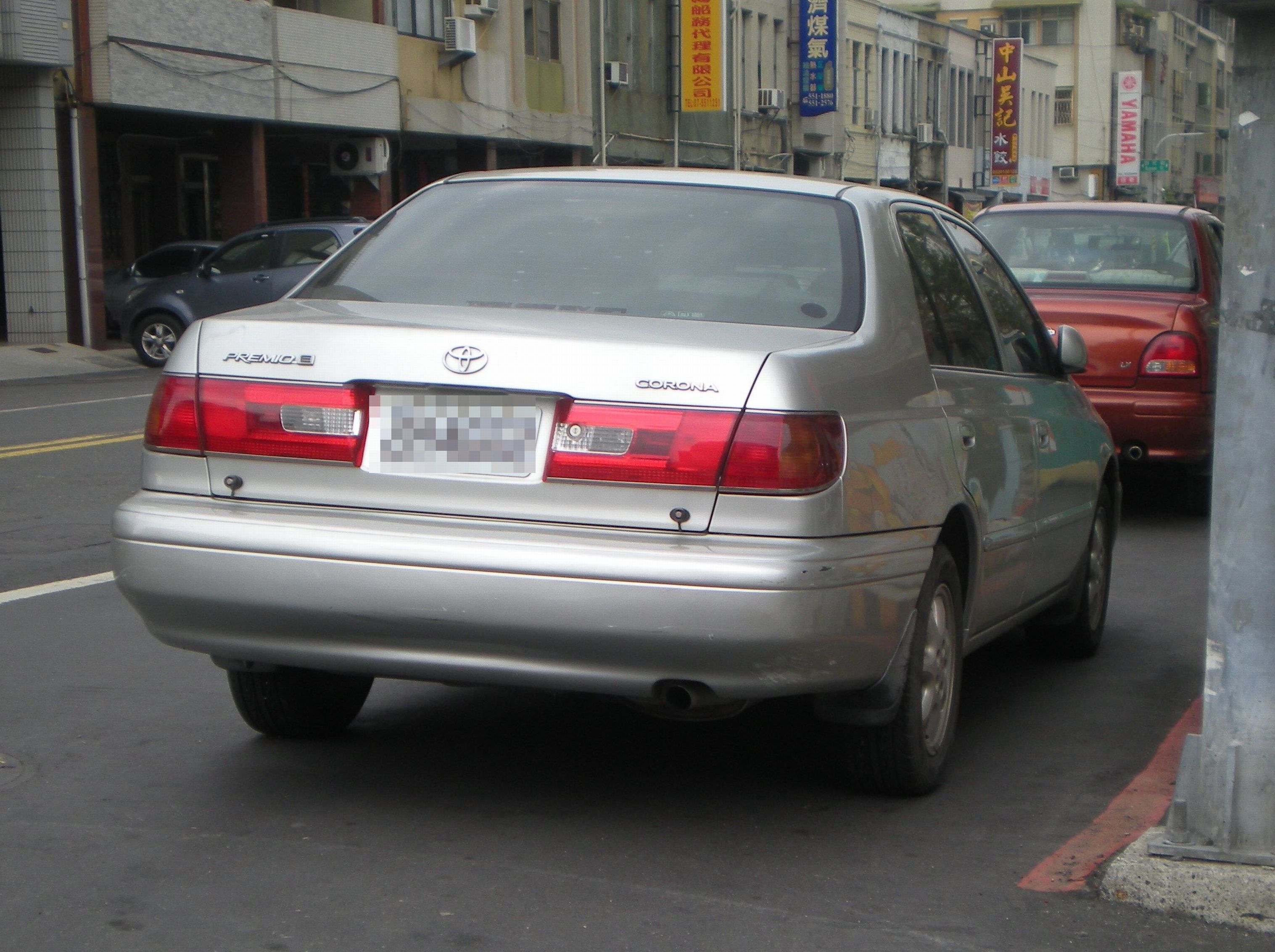
台湾仕様　リヤ

## 車名の由来
英語の「太陽冠」から。
	
「真赤に燃える太陽、そのまわりの淡い真珠色の光。太陽の冠」という意味。

明るく親しみの持てるファミリー・カーを目指し名づけた。